# Donax striatus
Donax striatus is een tweekleppigensoort uit de familie Donacidae. De wetenschappelijke naam werd in 1767 gepubliceerd door Carl Linnaeus.